# Sojoez T-12
Sojoez T-12 (ook: 15119) was een Russische bemande ruimtevlucht uit 1984. Doel van deze missie was een koppeling uitvoeren met ruimtestation Saljoet 7. Tijdens het verblijf in het station voerde Svetlana Savitskaja als eerste vrouw in de geschiedenis een ruimtewandeling uit.

## Bemanning
De bemanning voor deze vlucht bestond uit gezagvoerder Vladimir Dzjanibekov, boordwerktuigkundige Svetlana Savitskaja en kosmonaut-onderzoeker Igor Volk. Laatstgenoemde maakte zijn eerste vlucht, Savitskaja vloog haar tweede missie. Dzjanibekov voerde voor de vierde maal het bevel over een Sojoez. Hun Sojoez had een gewicht van 7020 kg.

## Vluchtverloop

### Lancering en koppeling
Sojoez T-12 werd gelanceerd op 17 juli  1984 met een Sojoez draagraket vanaf Tjoeratam te Bajkonoer. De capsule kwam in een baan met een apogeum van 248 km, een perigeum van 203 km en een omlooptijd van 88,8 minuten. De inclinatie bedroeg 51,6° bij een excentriciteit van 0,00341. De volgende dag bereikte het drietal hun bestemming.

### Wetenschappelijke experimenten
Het tijdens T-10 en 11 al gebruikte Franse "Piramig" instrument werd ditmaal ingezet om een der Lagrangepunten aan een nadere blik te onderwerpen. Onderzoekers gingen na, of zich daar kosmisch stof verzamelde.
Hun voorgangers van T-9 merkten op, dat aan de ruimte blootgestelde materialen niet op regelmatige wijze versleten. In plaats daarvan verliep de slijtage (afgezet tegen het tijdsverloop) ronduit grillig. T-12 bracht daarom diverse verfijndere proeven naar het station. Uit diverse materialen opgebouwde onderdelen werden nu niet alleen als geheel, maar ook apart uitgetest op duurzaamheid. Om optredende veranderingen in de structuur vast te leggen, gebruikte men zowel hooggevoelige zwart/wit als kleurenfilm. De stalen bevonden zich in een luchtsluis om omstandigheden in de ruimte na te bootsen. In de praktijk leverde kleurenfilm met een gelaagde structuur de beste resultaten op.
Op de persconferentie na de vlucht beschreef Volkov het "Tamping" experiment, met als oogmerk afdichtmaterialen voor olie- en gasbronnen te ontwikkelen. Met name de eerste fase van het uitharden van cement was van groot belang. Dit apparaat was niet door ruimtewetenschappers ontwikkeld, maar door het Goebkin instituut voor de petrochemische- en gasindustrie te Moskou. Drie suspensies  van verschillende samenstelling onderwierp men aan een nadere blik.
- water, beliet en korund
- water, aliet en korund
- water, beliet, kwarts en natriumsilicaat

Deze werden in de ruimte bereid, tien dagen uitgehard en mee terug naar de Aarde genomen. Volkov maakte duidelijk, dat de kinetica van uitharding van de geteste suspensies in de ruimte aanzienlijk afweek van die op Aarde.
Eerdere experimenten door de T-9 bemanning betreffende elektroforese werden voortgezet met het "Tavriya" instrument. Eerdere proeven leverden monsters op met een zuiverheidsgraad die 15 à 20 keer hoger lag dan die op Aarde werden geproduceerd. Savitskaja maakte een grotere hoeveelheid vaccin tegen griep aan. Twee partijen gesynthetiseerd menselijk interferon en drie partijen griepvaccin werden gezuiverd. Bij landbouw betrokken organisaties leverden proeven aan, om micro-organismen te isoleren om als antibioticum in veevoer te dienen. Dit had zowel een medicinale werking als groeibevorderend effect. Daarnaast werd een preparaat van menselijke bloedeiwitten gezuiverd. In totaal leverden deze proeven 60 ampullen op die mee terug gingen.

### Ruimtewandeling
Naast wetenschappelijke instrumenten voerden Dzjanibekov en Savitskaja op 25 juli een ruim 3½ uur durende ruimtewandeling uit. Het was de eerste maal dat een vrouw een ruimtewandeling uitvoerde. Tijdens deze ruimtewandeling beproefden ze de "URI" (Universalnui Rabotschi Instrument) in de praktijk. "URI" was een verbeterde versie van "Isparitel-M" en van tevoren getest in een vliegtuig onder gewichtloze omstandigheden. Dzjanibekov en Savitskaja verrichtten onder meer lasproeven en sproeiden coatings. De "URI" kon metalen lassen, snijden en solderen en coatings aanbrengen. Zo konden bemanningen (delen van) ruimtevaartuigen van een nieuwe beschermlaag voorzien. Via tv-beelden volgden de deskundigen op de grond het verloop van de proeven. Savitskaja sneed een titanium staal van 0,5 mm dikte, waarna ze monsters van 1 mm dikte aan elkaar lastte. Vervolgens sproeide ze er een dunne laag zilver op geanodiseerd aluminium op. Het duo testte monsters van diverse diktes. In totaal vonden zes lasproeven (twee met titanium, vier met roestvast staal), zes snijproeven (drie met titanium en drie met roestvast staal), zes soldeerproeven (met lood en tin) en twee coatingproeven (met zilver op geanodiseerd aluminium) plaats.
Na terugkomst gaf het duo een persconferentie. Dzjanibekov voerde het lassen van bout en moer als voorbeeld aan en sprak: "...sommige materialen smelten snel samen in het vacuüm van de ruimte en vormen een absoluut vaste verbinding. Het proces is onomkeerbaar, er vinden diffusieprocessen plaats en voor sommige materialen hebben deze een zeer actief verloop...". Savitskaja merkte op dat: "...op het eerste gezicht de in de ruimte gelaste stalen kwalitatief op geen enkele punt afwijken van die, welke op Aarde zijn gefabriceerd. Ook werden er kwalitatief goede monsters met zilvercoating teruggebracht...".
Al met al kostte het snijden of coaten de minste moeite; solderen bleek in de praktijk het lastigste karwei. Helemaal tevreden met de prestaties van "URI" was men niet. De aanmerkingen van beide kosmonauten nam men mee en de bemanning van T-15 beschikte over een verbeterd ontwerp.

## Terugkeer
Dzjanibekov, Savitskaja en Volk keerden naar de Aarde terug op 29 juli 1984. Sojoez T-12 landde zonder problemen in de steppe van Kazachstan en kwam op 140 km zuidoostelijk van Jezqazğan neer. Het trio had 186 maal om de Aarde gecirkeld en hun vlucht duurde 11 dagen, 19 uur en 14 minuten. In die tijd legden ze een afstand van 7,846 miljoen kilometer af. Zowel Savitskaja als Volk maakten hierna geen ruimtevlucht meer. Dzjanibekov ging nog één keer omhoog.
1 ·
2 ·
3 ·
4 ·
5 ·
6 ·
7 ·
8 ·
9 ·
10 ·
11 ·
12 ·
13 ·
14 ·
15 ·
16 ·
17 ·
18A ·
18 ·
19 ·
20 ·
21 ·
22 ·
23 ·
24 ·
25 ·
26 ·
27 ·
28 ·
29 ·
30 ·
31 ·
32 ·
33 ·
34 · 
35 ·
36 ·
37 ·
38 ·
39 ·
40

T-1 ·  
T-2 ·
T-3 ·
T-4 ·
T-5 · 
T-6 ·
T-7 · 
T-8 ·
T-9 · 
T-10-1 ·
T-10 · 
T-11 ·
T-12 · 
T-13 ·
T-14 · 
T-15